# Stari Ulcinj
Stari Ulcinj är en ö i Montenegro. Den ligger i den södra delen av landet, 50 km söder om huvudstaden Podgorica.
Terrängen på Stari Ulcinj är varierad. Öns högsta punkt är 8 meter över havet.